# Hou (título)
Hou (en chino, 后; pinyin, Hòu) es un título de los gobernantes de la antigua China que equivalía a  Rey/Reina o  Emperador/Emperatriz. 

## Descripción
El carácter chino Hou(后) es un  compuesto ideográmico, en el  guion de huesos oraculares es escrito como Si(司, que significa  "gobernar ") como la combinación de boca(口) y mano(手). Hou generalmente se refiere a gobernantes femeninos en los guiones de huesos oraculares . En la  Dinastía Xia, el título para los Reyes de Xia era Hou, por ejemplo la expresión  Xia Hou Shi(夏后氏) significa Rey de Xia, y el líder contemporáneo Houyi. Los reyes de la Dinastía Shang  tenían su propio título  Wang, y  Hou se usaba para referirse a la Reina , la esposa del Rey . Esto puede reflejar que los gobernantes eran mujeres en los tiempos muy antiguos.

## Los 5 títulos de nobleza chinos
El wu jue 五爵 "cinco títulos de nobleza" fueron utilizados a lo largo de la historia, pero estaban sujetos a cambios dependiendo de la Constitución General de la Administración del Estado. Los cinco títulos son los siguientes, habitualmente traducido con la designación españolaadyacente:
- gong公  "duque"
- hou侯   "marqués"
- bo伯   "Conde"
- zi子   "vizconde"
- nan男   "barón"